# Командос

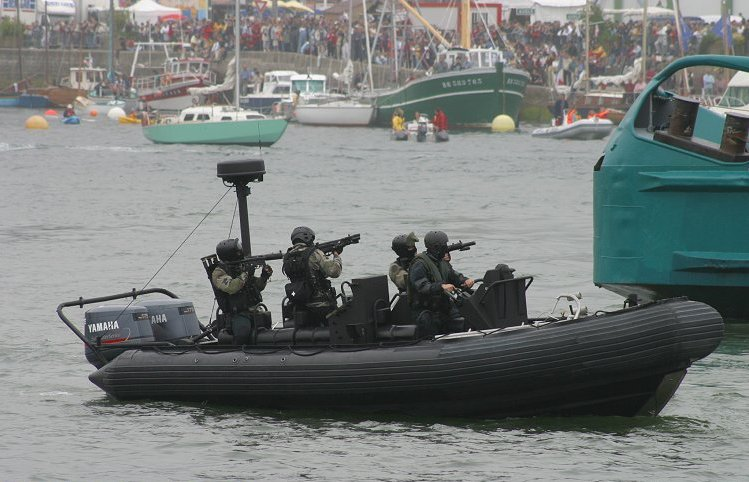
Французькі командос на демонстраційному шоу по захопленню судна

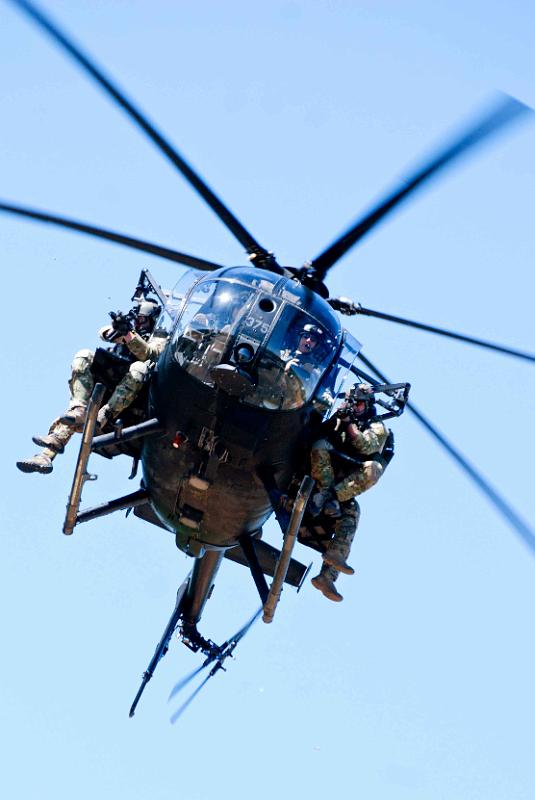
Американські рейнджери 75-го полку на тренуванні по дюльферу з вертольоту MH-6 Little Bird

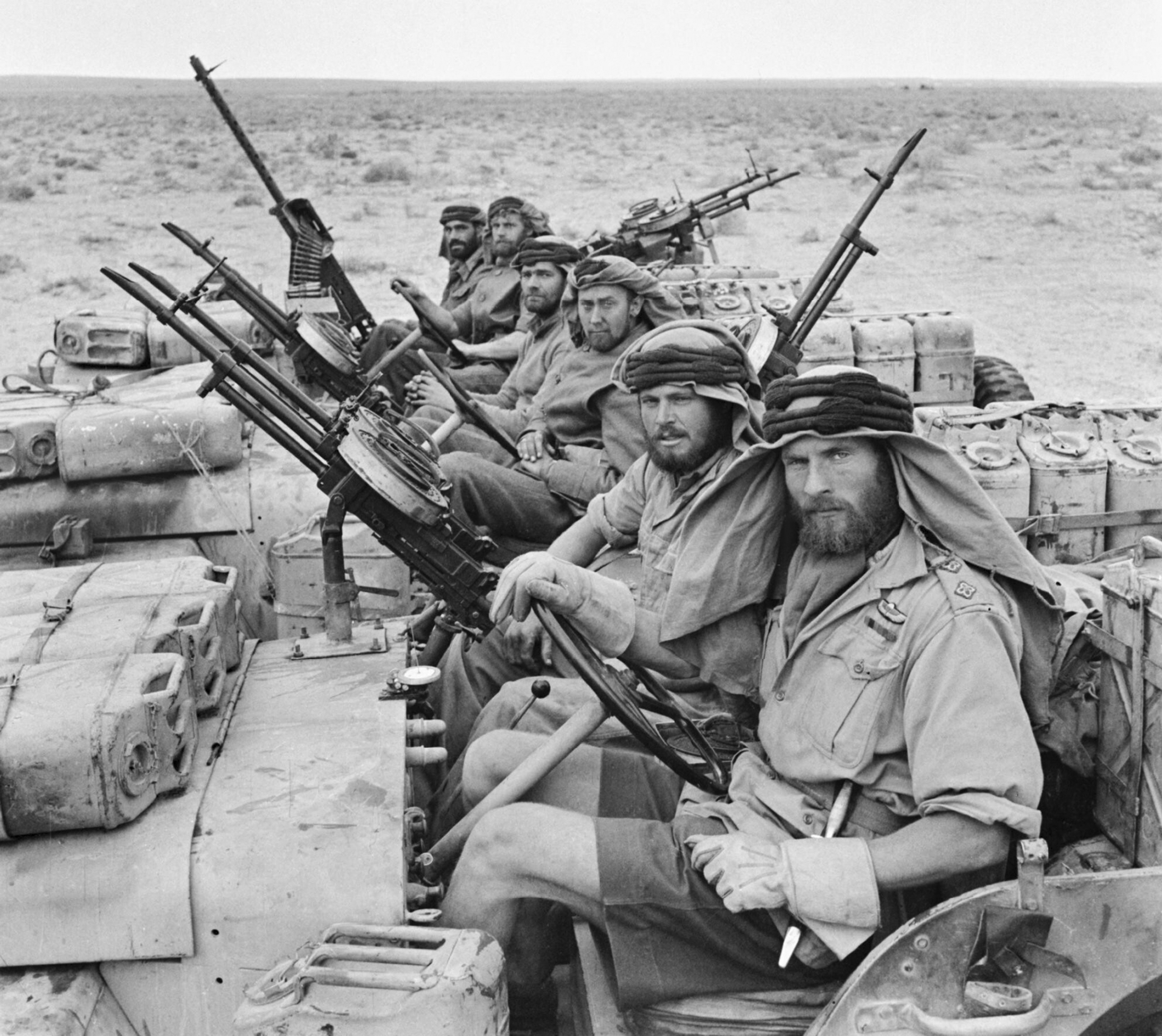
Британський SAS. Північна Африка. 18 січня 1943

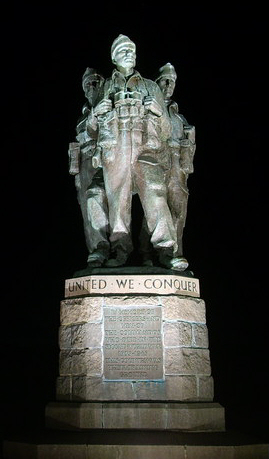
Монумент британським командос часів Другої світової війни

Кома́ндос (англ. Commando від афр. Kommando) — загальний термін, яким позначаються спеціально підготовлені військовослужбовці та військові формування, які входять до складу елітної легкої піхоти або військ спеціального призначення (сил спеціальних операцій), що спеціалізуються на проведенні амфібійних висадок, бойовому дайвінгу, десантуванні з повітря, дюльфері тощо для проведення чітко скоординованих спеціальних операцій.

## Зовнішні джерела
- Royal Engineers Museum — Commando Sappers
- Special Forces @ Discover Military